# Calcio Femminile Permac Vittorio Veneto 2019-2020
Questa voce raccoglie le informazioni riguardanti l'Associazione Sportiva Dilettantistica Calcio Femminile Permac Vittorio Veneto nelle competizioni ufficiali della stagione 2019-2020.

## Stagione
A seguito dello svilupparsi della pandemia di COVID-19 che ha colpito l'Italia dal mese di febbraio, la partita della sedicesima giornata di campionato contro il San Marino era stata rinviata. Il 10 marzo 2020 venne comunicata dalla FIGC una prima sospensione di tutte le attività agonistiche della LND fino al 3 aprile successivo, conseguentemente a quanto disposto dal Governo per decreto ministeriale. Seguirono una serie di proroghe della sospensione delle attività agonistiche, finché il 20 maggio 2020 venne comunicata la sospensione definitiva delle competizioni sportive organizzate dalla FIGC. La classifica finale è stata definitiva sulla base della classifica al momento della sospensione definitiva del campionato, alla quale sono stati applicati dei criteri correttivi: il Vittorio Veneto ha così concluso il campionato di Serie B al settimo posto con 26,911 punti finali.

## Organigramma societario
.
Area tecnica
- Allenatore: Diego Bortoluzzi
- Vice allenatore: Alex Fattorel
- Preparatore portieri: Roberto Bolzan
- Preparatore Atletico: Alberto Campodall'orto
- Team Manager: Alice Casagrande

Area medica
- Ortopedico: Alberto Vascellari
- Fisioterapista: Giuseppe Armellin
- Fisioterapista: Marco Fabris
- Fisioterapista: Andrea Piai

## Rosa
Rosa, e ruoli tratti dal sito ufficiale della società, i numeri di maglia dal tabellino della 9ª giornata di campionato presente nel sito FIGC e nei successivi comunicati stampa della società, aggiornati al 6 gennaio 2020.
| N. |                    | Ruolo | Calciatrice        |
| -- | ------------------ | ----- | ------------------ |
| 1  | Italia (bandiera)  | P     | Giulia Reginato    |
| 2  | Italia (bandiera)  | D     | Anna Zannoni       |
| 3  | Italia (bandiera)  | C     | Deborah Zilli      |
| 4  | Italia (bandiera)  | D     | Michela Martinelli |
| 5  | Italia (bandiera)  | D     | Giada Tomasi       |
| 6  | Italia (bandiera)  | A     | Ilaria Mella       |
| 7  | Italia (bandiera)  | C     | Valentina Foltran  |
| 8  | Italia (bandiera)  | A     | Flavia Devoto      |
| 9  | Italia (bandiera)  | A     | Natasha Piai       |
| 10 | Albania (bandiera) | C     | Greis Domi         |
| 11 | Italia (bandiera)  | D     | Gloria Frizza      |
| 13 | Italia (bandiera)  | C     | Maria Zuliani      |
| 14 | Italia (bandiera)  | C     | Silvia Cimarosti   |
| 16 | Italia (bandiera)  | A     | Adriana De Martin  |

| N. |                   | Ruolo | Calciatrice        |
| -- | ----------------- | ----- | ------------------ |
| 17 | Italia (bandiera) | D     | Giulia Mancuso     |
| 18 | Italia (bandiera) | A     | Gaia Maria Sovilla |
| 19 | Italia (bandiera) | D     | Carlotta Gava      |
| 20 | Italia (bandiera) | D     | Monica Furlan      |
| 22 | Italia (bandiera) | C     | Laura Tommasella   |
| 25 | Italia (bandiera) | P     | Alice Bonassi      |
| 28 | Italia (bandiera) | A     | Karin Mantoani     |
| 75 | Italia (bandiera) | P     | Chiara Da Ronch    |
| 92 | Italia (bandiera) | C     | Carlotta Modolo    |
|    | Italia (bandiera) | D     | Marta Facchin      |
|    | Italia (bandiera) | D     | Carlotta Martinis  |
|    | Italia (bandiera) | C     | Vanessa Stefanello |
|    | Italia (bandiera) | A     | Patrizia Caccamo   |
|    | Italia (bandiera) | A     | Luna Da Ros        |

## Calciomercato

### Sessione estiva
| Acquisti | Acquisti         | Acquisti        | Acquisti   |
| R.       | Nome             | da              | Modalità   |
| -------- | ---------------- | --------------- | ---------- |
| P        | Alice Bonassi    | Tavagnacco      | svincolata |
| D        | Anna Zannoni     | Union Villanova | svincolata |
| C        | Silvia Cimarosti | Saronecaneva    | svincolata |
| C        | Greis Domi       | Fiorentina      | svincolata |
| A        | Patrizia Caccamo | Mozzanica       | svincolata |

| Cessioni | Cessioni     | Cessioni | Cessioni   |
| R.       | Nome         | a        | Modalità   |
| -------- | ------------ | -------- | ---------- |
| C        | Elena Barzan |          | svincolata |

### Sessione invernale
| Acquisti | Acquisti       | Acquisti   | Acquisti |
| R.       | Nome           | da         | Modalità |
| -------- | -------------- | ---------- | -------- |
| D        | Giulia Mancuso | Juventus   | prestito |
| A        | Flavia Devoto  | Juventus   | prestito |
| C        | Maria Zuliani  | Tavagnacco | [ 19 ]   |

| Cessioni | Cessioni           | Cessioni   | Cessioni   |
| R.       | Nome               | a          | Modalità   |
| -------- | ------------------ | ---------- | ---------- |
| C        | Vanessa Stefanello | Padova     |            |
| A        | Patrizia Caccamo   | Collerense | svincolata |

## Risultati

### Serie B

#### Girone di andata
| Arbitro: | Michael Poto (Mestre) |

|                            |           |  |
| Foltran 18’ Stefanello 53’ | Marcatori |  |

| Arbitro: | Carlo Esposito (Napoli) |

|  |           |                      |
|  | Marcatori | 20’ Foltran 90’ Piai |

| Arbitro: | Davide Santarossa (Pordenone) |

|              |           |  |
| Mantoani 45’ | Marcatori |  |

| Arbitro: | Bogdan Nicolae Sfira (Pordenone) |

|                          |           |                          |
| Caccamo 39’ Frizza 90+4’ | Marcatori | 10’ Marenco 83’ Vitiello |

| Arbitro: | Ilaria Bianchini (Terni) |

|                                           |           |            |
| Menin 1’ Barbieri 47’, 70’ Principi 90+1’ | Marcatori | 5’ Caccamo |

| Arbitro: | Bozzetto (Bergamo) |

|          |           |                    |
| Piai 82’ | Marcatori | 89’ (rig.) Cimatti |

| Arbitro: | Castellone (Napoli) |

|                                              |           |          |
| Tomasi 22’ (aut.) Pittaccio 37’ Pezzotti 63’ | Marcatori | 49’ Domi |

| Arbitro: | Foresti (Bergamo) |

|           |           |                |
| Mella 61’ | Marcatori | 41’ Porcarelli |

| Arbitro: | Gasperotti (Rovereto) |

|                                       |           |                     |
| Dallagiacoma 40’, 45’ Boni 61’ (rig.) | Marcatori | 50’ Piai 67’ Frizza |

| Vittorio Veneto 12 gennaio 2020, ore 14:30 CET 10ª giornata | Vittorio Veneto    | 0 – 0 referto | Riozzese | Stadio Paolo Barison\| Arbitro: \| D'Eusanio (Faenza) \| |
| Arbitro:                                                    | D'Eusanio (Faenza) |               |          |                                                          |

| Arbitro: | Ancora (Roma I) |

|                             |           |  |
| Beil 39’ Chatzīnikolaou 75’ | Marcatori |  |

#### Girone di ritorno
| Arbitro: | Negrelli (Finale Emilia) |

|                                 |           |  |
| Ponte 26’ Saggion 61’ Pinna 78’ | Marcatori |  |

| Arbitro: | Djurdjevic (Trieste) |

|          |           |           |
| Domi 65’ | Marcatori | 87’ Ietto |

| Arbitro: | Marchioni (Rieti) |

|                   |           |                       |
| Fiorucci 24’, 57’ | Marcatori | 45’ Devoto 76’ Frizza |

| Arbitro: | Agostoni (Milano) |

|                                   |           |                             |
| Malatesta 36’ Rigolino 70’ (rig.) | Marcatori | 64’, 85’ Frizza 76’ Zuliani |

| Vittorio Veneto 1º marzo 2020, ore 14:30 CET 16ª giornata | Vittorio Veneto | – Annullata | San Marino | Stadio Paolo Barison |

| Ravenna 22 marzo 2020, ore 14:30 CET 17ª giornata | Ravenna | – Annullata | Vittorio Veneto | Centro sportivo Massimo Soprani |

| Vittorio Veneto 29 marzo 2020, ore 14:30 CET 18ª giornata | Vittorio Veneto | – Annullata | Lazio | Stadio Paolo Barison |

| Savignano sul Rubicone 19 aprile 2020, ore 15:00 CEST 19ª giornata | Castelvecchio | – Annullata | Vittorio Veneto | Vecchio comunale |

| Vittorio Veneto 26 aprile 2020, ore 15:00 CEST 20ª giornata | Vittorio Veneto | – Annullata | Fortitudo Mozzecane | Stadio Paolo Barison |

| Riozzo 10 maggio 2020, ore 15:00 CEST 21ª giornata | Riozzese | – Annullata | Vittorio Veneto | Centro sportivo comunale |

| Vittorio Veneto 17 maggio 2020, ore 15:00 CEST 22ª giornata | Vittorio Veneto | – Annullata | Napoli | Stadio Paolo Barison |

### Coppa Italia
| Arbitro: | Diop (Treviglio) |

|                        |           |  |
| Piai 28’ De Martin 59’ | Marcatori |  |

| Arbitro: | Silvera (Valdarno) |

|                                    |           |                                |
| Cimatti 45’, 75’, 90+2’ Picchi 71’ | Marcatori | 40’ (rig.) Piai 56’ Martinelli |

## Statistiche

### Statistiche di squadra
| Competizione | Punti       | In casa | In casa | In casa | In casa | In casa | In casa | In trasferta | In trasferta | In trasferta | In trasferta | In trasferta | In trasferta | Totale | Totale | Totale | Totale | Totale | Totale | DR |
| Competizione | Punti       | G       | V       | N       | P       | Gf      | Gs      | G            | V            | N            | P            | Gf           | Gs           | G      | V      | N      | P      | Gf     | Gs     | DR |
| ------------ | ----------- | ------- | ------- | ------- | ------- | ------- | ------- | ------------ | ------------ | ------------ | ------------ | ------------ | ------------ | ------ | ------ | ------ | ------ | ------ | ------ | -- |
| Serie B      | 18 (26,911) | 7       | 2       | 5       | 0       | 8       | 5       | 8            | 2            | 1            | 5            | 11           | 19           | 15     | 4      | 6      | 5      | 19     | 24     | -5 |
| Coppa Italia | -           | 1       | 1       | 0       | 0       | 2       | 0       | 1            | 0            | 0            | 1            | 2            | 4            | 2      | 1      | 0      | 1      | 4      | 4      | 0  |
| Totale       | -           | 8       | 3       | 5       | 0       | 10      | 5       | 9            | 2            | 1            | 6            | 13           | 23           | 17     | 5      | 6      | 6      | 23     | 28     | -5 |

### Andamento in campionato
| Giornata  | 1 | 2 | 3 | 4 | 5 | 6 | 7 | 8 | 9 | 10 | 11 | 12 | 13 | 14 | 15 | 16 | 17 | 18 | 19 | 20 | 21 | 22 |
| --------- | - | - | - | - | - | - | - | - | - | -- | -- | -- | -- | -- | -- | -- | -- | -- | -- | -- | -- | -- |
| Luogo     | C | T | C | C | T | C | T | C | T | C  | T  | T  | C  | T  | T  | C  | T  | C  | T  | C  | T  | C  |
| Risultato | V | V | V | N | P | N | P | N | P | N  | P  | P  | N  | N  | V  | -  | -  | -  | -  | -  | -  | -  |
| Posizione | 1 | 1 | 1 | 1 | 3 | 4 | 4 | 4 | 6 | 6  | 7  | 8  | 9  | 8  | 7  | 7  | -  | -  | -  | -  | -  | -  |

Legenda:

Luogo: C = Casa; T = Trasferta. Risultato: V = Vittoria; N = Pareggio; P = Sconfitta.

### Statistiche delle giocatrici
| Giocatore     | Serie B  | Serie B | Serie B     | Serie B    | Coppa Italia | Coppa Italia | Coppa Italia | Coppa Italia | Totale   | Totale | Totale      | Totale     |
| Giocatore     | Presenze | Reti    | Ammonizioni | Espulsioni | Presenze     | Reti         | Ammonizioni  | Espulsioni   | Presenze | Reti   | Ammonizioni | Espulsioni |
| ------------- | -------- | ------- | ----------- | ---------- | ------------ | ------------ | ------------ | ------------ | -------- | ------ | ----------- | ---------- |
| E. Barzan     | -        | -       | -           | -          | -            | -            | -            | -            | -        | -      | -           | -          |
| A. Bonassi    | 5        | -11     | 0           | 0          | 2            | -4           | 0            | 0            | 7        | -15    | 0           | 0          |
| P. Caccamo    | 7        | 2       | 0           | 0          | 1            | 0            | 0            | 0            | 8        | 2      | 0           | 0          |
| S. Cimarosti  | 11       | 0       | 0           | 0          | 2            | 0            | 0            | 0            | 13       | 0      | 0           | 0          |
| C. Da Ronch   | 0        | 0       | 0           | 0          | -            | -            | -            | -            | 0        | 0      | 0           | 0          |
| L. Da Ros     | -        | -       | -           | -          | 0            | 0            | 0            | 0            | 0        | 0      | 0           | 0          |
| A. De Martin  | 13       | 0       | 0           | 0          | 1            | 1            | 0            | 0            | 14       | 1      | 0           | 0          |
| F. Devoto     | 5        | 1       | 0           | 0          | -            | -            | -            | -            | 5        | 1      | 0           | 0          |
| G. Domi       | 14       | 2       | 2           | 0          | 2            | 0            | 0            | 0            | 16       | 2      | 2           | 0          |
| M. Facchin    | 0        | 0       | 0           | 0          | -            | -            | -            | -            | 0        | 0      | 0           | 0          |
| V. Foltran    | 15       | 2       | 3           | 0          | 2            | 0            | 0            | 0            | 17       | 2      | 3           | 0          |
| G. Frizza     | 15       | 5       | 1           | 0          | 2            | 0            | 0            | 0            | 17       | 5      | 1           | 0          |
| M. Furlan     | 15       | 0       | 2           | 0          | 2            | 0            | 0            | 0            | 17       | 0      | 2           | 0          |
| C. Gava       | 1        | 0       | 0           | 0          | -            | -            | -            | -            | 1        | 0      | 0           | 0          |
| G. Mancuso    | 4        | 0       | 1           | 0          | -            | -            | -            | -            | 4        | 0      | 1           | 0          |
| K. Mantoani   | 14       | 1       | 1           | 0          | 1            | 0            | 0            | 0            | 15       | 1      | 1           | 0          |
| M. Martinelli | 12       | 0       | 0           | 0          | 2            | 1            | 0            | 0            | 14       | 1      | 0           | 0          |
| C. Martinis   | -        | -       | -           | -          | -            | -            | -            | -            | -        | -      | -           | -          |
| I. Mella      | 11       | 1       | 0           | 0          | 0            | 0            | 0            | 0            | 11       | 1      | 0           | 0          |
| C. Modolo     | 0        | 0       | 0           | 0          | 0            | 0            | 0            | 0            | 0        | 0      | 0           | 0          |
| N. Piai       | 12       | 3       | 0           | 0          | 2            | 2            | 0            | 0            | 14       | 5      | 0           | 0          |
| G. Reginato   | 11       | -11     | 0           | 1          | 0            | 0            | 0            | 0            | 11       | -11    | 0           | 1          |
| G. M. Sovilla | 6        | 0       | 0           | 0          | 1            | 0            | 0            | 0            | 7        | 0      | 0           | 0          |
| V. Stefanello | 8        | 1       | 1           | 0          | 2            | 0            | 0            | 0            | 10       | 1      | 1           | 0          |
| G. Tomasi     | 12       | 0       | 1           | 0          | 1            | 0            | 0            | 0            | 13       | 0      | 1           | 0          |
| L. Tommasella | 15       | 0       | 2           | 0          | 2            | 0            | 0            | 0            | 17       | 0      | 2           | 0          |
| A. Zannoni    | 2        | 0       | 0           | 0          | 2            | 0            | 0            | 0            | 4        | 0      | 0           | 0          |
| M. Zanon      | 0        | 0       | 0           | 0          | 1            | 0            | 0            | 0            | 1        | 0      | 0           | 0          |
| D. Zilli      | 0        | 0       | 0           | 0          | 1            | 0            | 0            | 0            | 1        | 0      | 0           | 0          |
| M. Zuliani    | 6        | 1       | 1           | 0          | -            | -            | -            | -            | 6        | 1      | 1           | 0          |